# Tony Blaz
Anthony Crisostomo "Tony" Blaz (22 de setembro de 1958 – 30 de janeiro de 2016) foi um político de Guam.
Blaz serviu na Legislatura de Guam. Ele serviu como diretor do Departamento de Administração de Guam.